# Nicolas Capron
Nicolas Capron (vers el 1740 - París, 14 de setembre de 1784) fou un violinista i compositor francès.
Nicolas Capron fou alumne de Pierre Gaviniés i fou un dels violinistes francesos més famosos del seu temps. La seva carrera començà el 1756 en l'Òpera-Comique i en l'orquestra privada del recaptador d'impostos, Alexandre de La Pouplinière, del qual tenir el seu favor es convertí en quelcom imprescindible pel que volgués fer carrera com a compositor oficial de la cort reial. Des de 1756 es convertí en mestre de concert en el Concert espirituel. Capron assisteix a les feries de música més importants de la ciutat, on coneix a músics famosos, filòsofs i escriptors. A més d'ésser un virtuós, Nicolas Capron fou un valuós mestre i entre els seus alumnes hi trobem Marie-Alexandre Guénini la senyoreta Deschamps, coneguda com una nena prodigi, que a l'edat d'onze anys tocà en Concert espirituel. Nicolas Capron fou membre de la Masonic Lodge Academic Society of Children of Apollo.

## Obra
Capron va compondre principalment obres per al seu instrument i apareix junt a François-Joseph Gossec i Pierre Vachon entre els creadors a França del Quartet de corda. En les seves composicions, generalment utilitza l'estructura en tres moviments, l'ús d'un tema doble en els primers moviments Allegros; també usa notes de gracia a l'estil de l'escola de Mannheim. Fou un dels primers violinistes francesos, que utilitzà el silenci.
- Primer llbre de violí Sonates, op. 1 (1768)
- Sei quartetti op. 2 (1772), dedicat al duc de Laval
- Sis duos per a 2 violins op. 3 (1777)
- Dos concerts per a violí, op.2
- diversos concerts per a violí.